# 鶴見神社 (大阪市)
鶴見神社（つるみじんじゃ）は、大阪市鶴見区鶴見にある神社。旧社格は村社。滋賀県大津市坂本に鎮座する日吉大社を本社としている。

## 歴史
延暦7年（788年）、最澄は現在の延暦寺根本中堂の位置に一乗止観院という草庵を建てた。これが延暦寺の始まりであるが、最澄の没後、天台宗は円仁派と円珍派に分かれて激しく対立するようになった。正暦4年（993年）、円珍派の僧約千名は山を下りて園城寺（三井寺）に入り、円仁派の延暦寺と対立し抗争を続けた。その影響は、比叡山の麓に鎮座する日吉大社にも及ぼした。平安時代末期、その抗争に嫌気をさした近江国下阪本村比叡辻の農民17人が河内国の当地に移住して開拓し、郷里の名前を取って当地を辻村（後に下辻村）と呼び始めた。「鶴見神社（八王子神社）縁起」や「小林家旧記」よると、その時、保元3年（1158年）に郷里の日吉大社の東本宮（祭神は大山咋神）の元宮である牛尾山（八王子山）の八王子社（八王子権現）の分霊を勧請したことにより鶴見神社が始まったとされている。
それ以来、当社は八王子社と称したのであるが、鶴見神社と呼ばれるのは建久元年（1190年）、源頼朝が上洛の際、現在の静岡県磐田市の鶴ケ池で千羽の鶴を捕らえ、すべての鶴の首に鎌倉幕府の証である金の短冊を付け、いっせいに天に向かって放った。「放生会」という儀式である。平氏によって討たれた父や兄弟たちの弔いであった。父源義朝の果たせなかった武士による全国制覇という偉業を成し遂げた報告もあったのであろう。一斉に放された鶴は大空高く飛び、その鶴たちが舞い降りたったところが辻村であった。これらの諸伝承は、当地が源氏や北条氏にゆかりがあった土地であったことを物語っている。
首につけた金の短冊をつけた鶴たちの舞い降りた様は見事で、たちまち噂は近郷近在に広まり、多くの人々が鶴を一目見ようと詰め掛けたことから「鶴見」という地名ができたといわれている。それ以来、当社は摂津国や河内国の言葉で「八王子社」と呼びにくかったのか、「鶴見の宮さん」と愛称を込めて呼ばれるようになっていった。
江戸時代の享保年間（1716年 - 1736年）に本殿と拝殿が再建されている。宝暦年間（1751年 - 1764年）に萱葺を瓦葺に改めている。
1872年（明治5年）、村社に列せられる。1890年（明治23年）社殿を桧皮葦流造に改造する。
1952年（昭和27年）、正式に鶴見神社と社名が変更された。
1969年（昭和44年）、本殿、幣殿、拝殿を春日造の鉄筋コンクリート造とした。2011年（平成23年）10月、境内地、社殿、末社の大改修を行った。
古来より厄除・病気平癒・長寿の神として信仰を集めている。また、当社では「お宮のはり・灸・ほねつぎ」が行われている。

## 祭神
- 主祭神 - 大山咋神荒魂（おおやまぐひのかみあらみたま）。ご祭神は日吉大社の牛尾宮（八王子山に祭祀されている）に祀られている神である。
- 相殿神 - 八王子（正勝吾勝勝速日天之忍穂耳命・天之菩卑命・天津日子根命・活津日子根命・熊野久須毘命・多紀理比賣命・市寸島比賣命・田寸島比賣命）。八方の各方位を司るとされる。

## 境内
- 本殿 - 1969年（昭和44年）再建。
- 幣殿 - 1969年（昭和44年）再建。
- 拝殿 - 1969年（昭和44年）再建。
- 住吉神社 - 祭神：住吉大神
- 九鬼稲荷神社 - 祭神：豊受大神、三田藩主九鬼隆律（くきたかのり）。大坂の幕府領の検地を九鬼和泉守隆律が担当した延宝年間（1673年 - 1680年）に、下辻村の見地があった。当時、当地の石高は800石余りあったが低地のため度々の水害にあい、平年作は10年に1度という酷い状況であった。検地に立ち会った九鬼隆律はこれを哀れみ、石高を100石ほど減免した。隆律が貞享3年（1686年）6月6日に30歳で死去すると、元禄年間（1688年 - 1704年）に下辻村の農民はこのことを知り、恩人である九鬼隆律を祭神として祭祀するようになった。

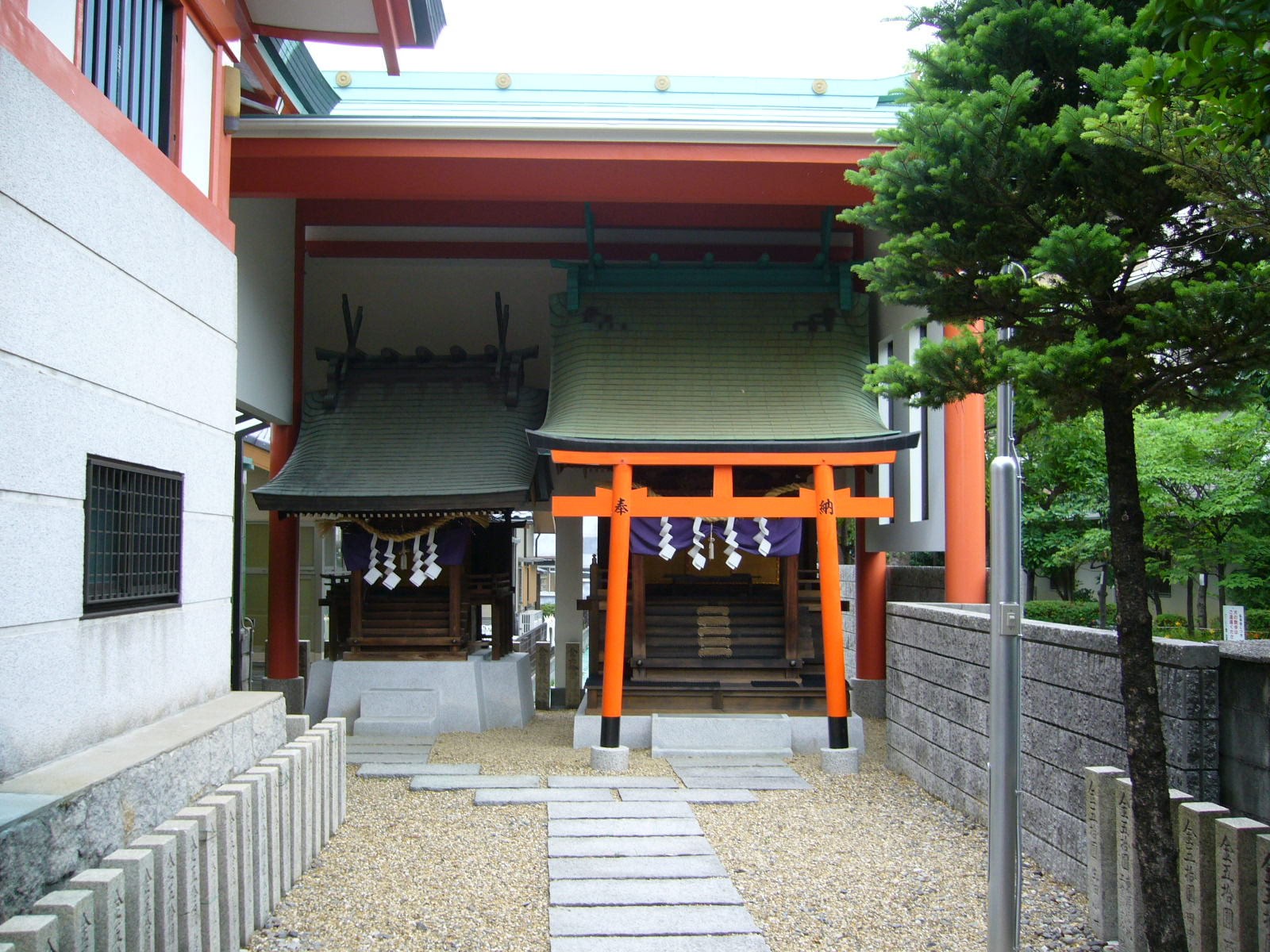
九鬼稲荷神社など

- 祖霊社 - 祭神：大東亜戦争の護国の英霊、当神社の関係者、氏子崇敬者の物故者。
- 社務所
- 鶴八社 - 祭神：鶴八大明神
- 福龍社 - 祭神：八大龍王社
- 夫婦楠 - 保存樹。

## 主な祭事
- 歳旦祭、 1月1日
- 節分際 、2月節分日
- 祈年祭、 2月17日
- 九鬼稲荷祭 、5月5日
- 大祓祭 、6月30日
- 夏祭第3土日
- 乞巧奠（きっこうでん）、旧暦の七夕日
- 秋祭（大祭）、第3土日
- 新嘗祭、11月23日

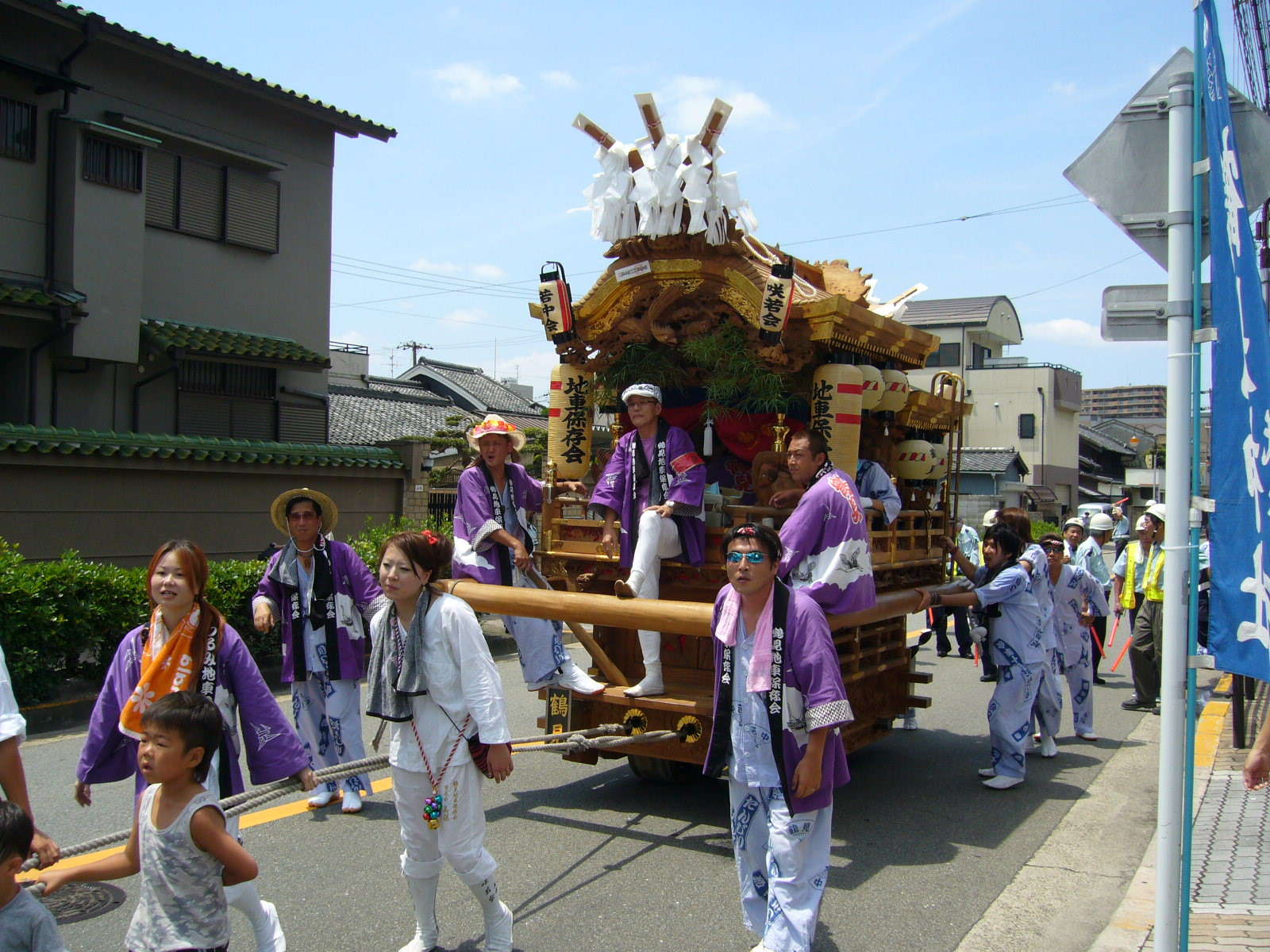
夏祭りだんじり風景

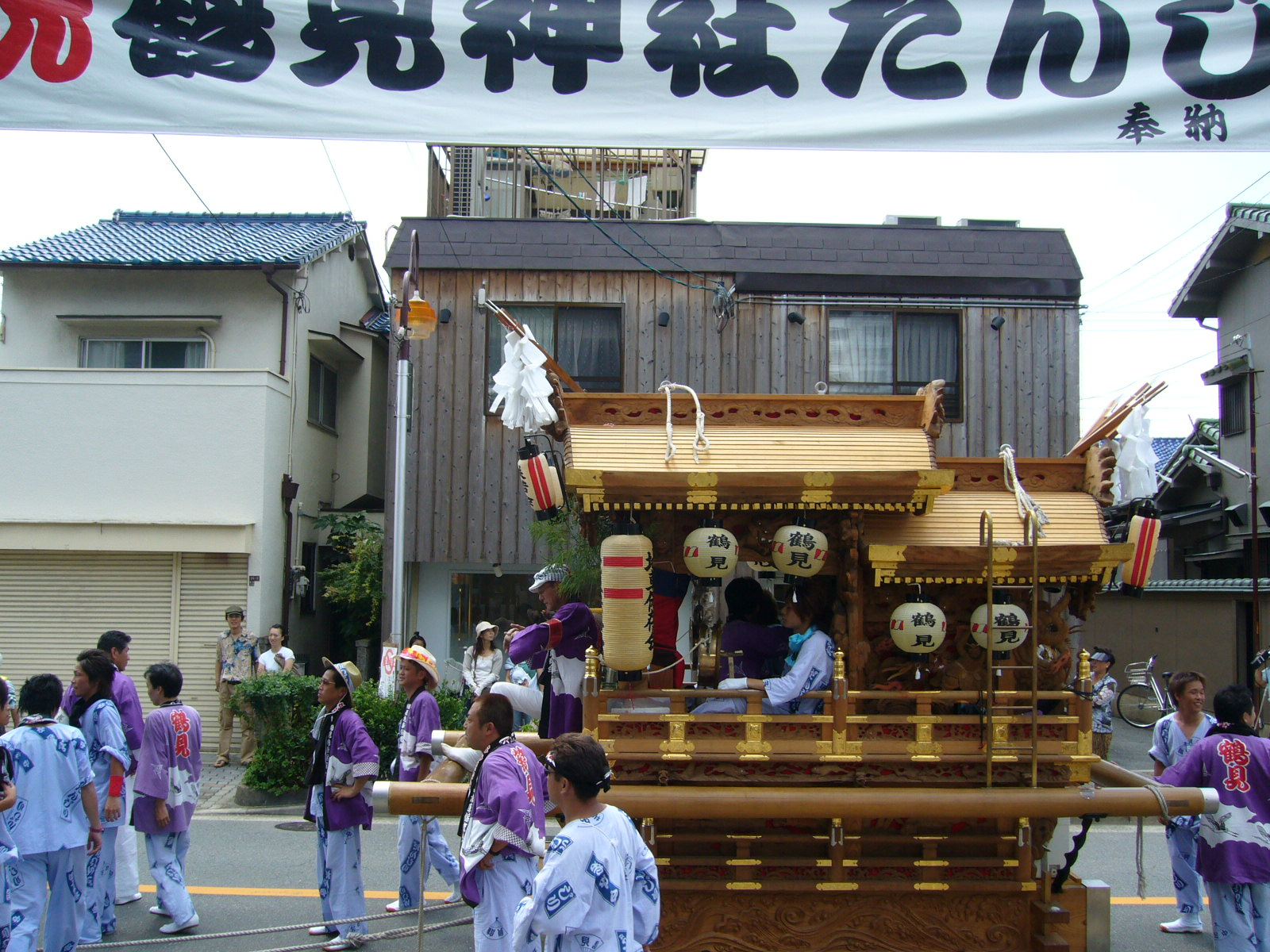
夏祭りだんじり風景

鶴見神社には東・西の2台の「地車」（だんじり）がある。1887年（明治20年）、有名な地車大工の「住吉・大佐事」川崎仙之助、宗吉氏に地車を発注し地車を購入した。
秋祭の大祭には約130年の骨董的価値のある「だんじり」2台が氏子地域を曳行する。鶴見の「だんじり祭り」として有名である。

## 現地情報
所在地
- 大阪府大阪市鶴見区鶴見3丁目13-76

交通アクセス
- 最寄駅：Osaka Metro長堀鶴見緑地線今福鶴見駅下車後、徒歩約8分